# María Mariño
María Mariño Carou (Noia, 8 de junio de 1907 - Folgoso do Courel, 19 de mayo de 1967) fue una poetisa española. Se le dedicó el Día de las Letras Gallegas en 2007.

## Biografía
De familia humilde, su padre era zapatero y su madre sastra, y con cuatro hermanos, dejó sin terminar sus estudios para dedicarse al oficio de costurera por las casas, lo que le valió pronto el ser conocida como “María a costureira”.
Las personas que la conocieron la recuerdan como una mujer sensible, reservada y solitaria (aficionada a la contemplación del paisaje), y que transmitía una impresión de armonía espiritual, además de ser físicamente hermosa y elegante.

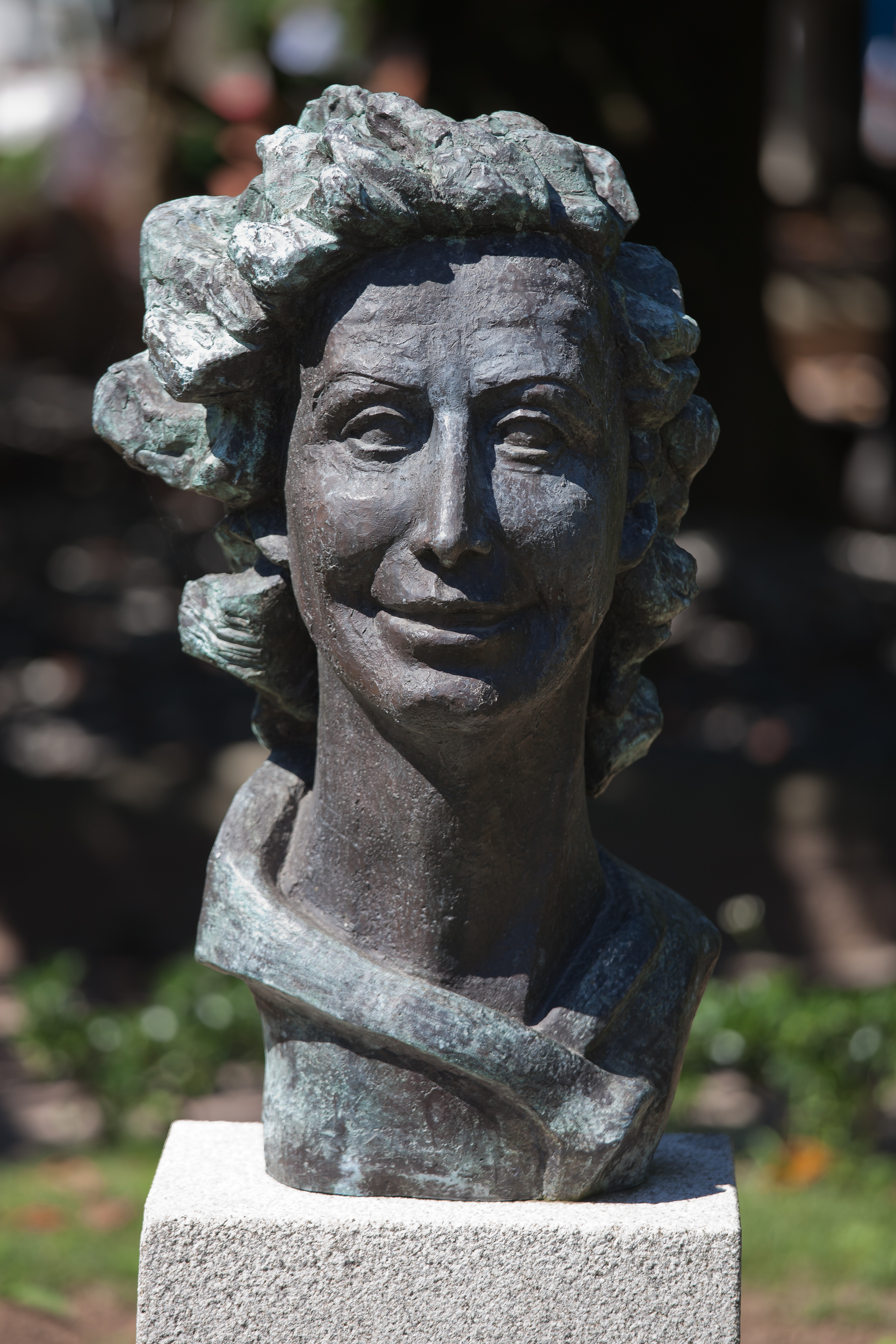
Busto en Noya.

Por problemas económicos, antes del estallido de la guerra civil española, se trasladó con toda su familia a Goyanes, Boiro, a la casa de una tía que trabajaba como cocinera en el Pazo de Goiáns. Durante su estancia, y gracias a la biblioteca del pazo, tomó un primer contacto con la literatura escrita. 
Durante la guerra civil vivió en Algorta (Vizcaya), en la casa de una de sus hermanas, que se había trasladado allí tras casarse con un marinero natural del lugar. El recuerdo de la tragedia de la guerra la llevó a escribir el relato en español Los años pobres. Memoria de guerra y posguerra. 
Poco antes de terminar la guerra, regresó con sus padres a Boiro. El 31 de marzo de 1939 se casó con Roberto Posse Carballido, maestro nacional, y se fueron a vivir a Elanchove, en el País Vasco. Tuvieron un hijo que murió antes de cumplir los dos años.
La anomalía social de su matrimonio, ella se casó tarde y era ocho años mayor que el marido, conllevó cierto secretismo posterior acerca de su edad, lo que provocó durante un tiempo ciertas dudas sobre su fecha de nacimiento. Añadido a esto, la descendencia de la pareja se halla también permeada de elementos de incertidumbre. Aunque la escritora siempre habló de un único hijo, los vecinos de la pareja recuerdan, sin embargo, varios hijos.
En 1946, regresaron a Galicia, a la Sierra del Caurel, llevando todos sus enseres en un carro de vacas e instalándose en la casa-escuela de San Pedro de Esperante. Al morir su madre, y sin haber superado todavía la muerte del hijo, Mariña sufrió una depresión nerviosa.  
Instalados finalmente en Parada de Moureda, Mariña conoció a la familia de Uxío Novoneyra, con quien iniciará una fructífera amistad desde 1953 que le permitirá entrar en contacto con escritores como Manuel María, Domingo García-Sabell, Victoria Armesto, Agustín Sixto Seco, Augusto Assía o Ramón Piñeiro López. 
Hacia 1957, María Mariño empezó a escribir, primero en español y después en gallego. Editó su primer libro Palabra no Tempo en el año 1963.
La vida de la escritora fue sencilla y aislada, y solo se vio alterada por una enfermedad que la empezó a afectar ya entrados en los años sesenta. Mariño murió de un colapso cardíaco como consecuencia de una leucemia el 19 de mayo de 1967; sus restos se enterraron en el cementerio de Romeor del Caurel.

## Aspectos literarios
De difícil adscripción generacional (generación de 1922, generación del Seminario de Estudios Gallegos, generación del 36, generación de los 50...), se trata de una escritora que estuvo prácticamente oculta para la historiografía literaria gallega hasta finales de los años ochenta y que vio como su estudio se revitalizaba definitivamente con el anuncio de la dedicación del Día de las Letras Gallegas del 2007 a su persona.
Vinculada biográficamente a Uxío Novoneyra, a quien conoció en 1953 (y que sería el responsable directo del reconocimiento editorial y popular de la escritora), Mariño es autora de dos libros: Palabra no Tempo (con poemas escritos desde 1958 y publicado en 1963 con prólogo de Ramón Otero Pedrayo) y Verba que comenza (publicado por primera vez en 1990 tras circular durante muchos años en forma mecanografiada). En 1994 se publicó una edición de sus Obras Completas. 
La poesía de Mariño se caracteriza por una presencia y vivencia del paisaje gallego, y por una evidente impronta de la obra de Novoneyra (sobre todo en lo que se refiere a los modelos de la lengua oral y la literatura tradicional), Rosalía de Castro (presente en la angustia que recorre muchos de sus versos en su caso como consecuencia del avance de su enfermedad) y de la cultura popular, en general. 
Temáticamente, 

el intimismo, frecuente en la literatura hecha por mujeres, consigue en María una altura y calidad sorprendentes. El suyo es un intimismo radical, profundo, sin concesiones, y su expresión tiene, a veces, hondura filosófica.

Ese tratamiento de la intimidad se resuelve a través de dos líneas: la relación de la poeta con el exterior y la relación con su propio interior. La importancia de la relación con el paisaje es clave en su obra, hasta el punto de llegar al entremezclamiento de su personalidad en el seno de la naturaleza, llegando hasta la anulación personal.
Formalmente, el verso de María Mariño evoluciona desde el tradicionalismo inicial (versos octosílabos, rima asonante...) al versolibrismo de sus últimos poemas (expresión formal vinculada al estado de angustia personal en que se hallaba la poeta en el momento de su escritura). Sus poemas son, habitualmente, breves y estructurados en estrofas sencillas. 
Estilísticamente, María Mariño parte de la tradición oral: tiende a la distorsión sintáctica y a las formulaciones de tipo popular y oral, con tendencia a las recurrencias (anáforas, uso del apóstrofe...). Su lengua es la del habla cotidiana de las gentes del Courel.

La originalidad de María Mariño reside en el tratamiento personalísimo de la lengua popular. La poeta distorsiona la estructura lógica del idioma a través de una serie de procedimientos lingüísticos con los que consigue resultados de gran expresividad y belleza [la metábasis, la composición de palabras, el hipérbaton...].

### Obra
- Palabra no tempo (Palabra en el tiempo): publicado en 1963 con una tirada de 1000 ejemplares, es el único libro que Mariño publicó en vida. Se trata de 70 poemas, escritos entre 1958 y 1963, de tipo descriptivo y autobiográficos con los que la autora muestra su vida y lo que siente respecto de la realidad.
- Verba que comenza (Palabra que comienza): publicado póstumamente en 1990, es un conjunto de 27 poemas escritos entre 1966 y 1967 (aunque varios poemas más que deberían haber sido incluidos en el libro aparecerían posteriormente en diversas publicaciones). Se trata de poemas más extensos que los del libro anterior y en los que la autora usa el verso libre.

Redactadas en primera persona y envueltas en la confusión de la enfermedad, las composiciones llenas de imágenes esparcidas y de retazos oníricos, nos descubren a través de versos complejos, la figura de una voz lírica agónica y torturada.